# Alfred Lee Loomis
Alfred Lee Loomis (Manhattan, 4 novembre 1887 – East Hampton, 11 agosto 1975) è stato un banchiere e scienziato statunitense.
Considerato uno dei padri della fisica degli ultrasuoni, è ricordato anche per essere stato l'inventore del sistema di radionavigazione LORAN e per i suoi studi sulle onde cerebrali.

## Biografia
Nato in una famiglia di medici, Loomis iniziò a frequentare nel 1905 arti liberali all'Università Yale ma in seguito decise di laurearsi in legge frequentando la Harvard Law School. Tre anni dopo la laurea, conseguita con lode nel 1912, sposò Ellen Farnsworth dalla quale ebbe tre figli.
Durante la prima guerra mondiale interruppe la sua giovane carriera di avvocato per prestare servizio nell'esercito; durante questo periodo inventò il cronografo di Aberdeen per misurare la velocità dei proiettili di artiglieria. Alla fine della guerra iniziò il suo sodalizio d'affari con Landon K. Thorne, marito di sua sorella Julia, diventando vicepresidente della banca d'investimento Bonbright and Co. I due furono anche proprietari di Hilton Head Island, che allora era un luogo rustico della Carolina del Sud.
Loomis non abbandonò mai il suo interesse per le scienze, continuando a impegnarsi negli ambiti della fisica, biologia e fisiologia sia come ricercatore sia come finanziatore. Nel 1937 scoprì i complessi K legati all'attività cerebrale durante il sonno. Allo scoppio della seconda guerra mondiale volse improvvisamente i suoi studi allo sviluppo del radar e cominciò a collaborare con il Massachusetts Institute of Technology.
Per i suoi contributi alle scienze fu ammesso all'Accademia nazionale delle scienze nel 1940. Inoltre gli furono conferite tre lauree ad honorem dalla Wesleyan University (1932), dall'Università Yale (1933) e dall'Università della California (1941).